# Ruderschnecken
Die Ruderschnecken (Gymnosomata gebildet aus altgriechisch γυμνός gymnós, deutsch ‚nackt‘ und τό σωμάτιον tó somátion, deutsch ‚kleiner Leib‘; wörtl. „Nacktkörper“) sind eine Unterordnung der pelagischen Hinterkiemerschnecken.
Die Ruderschnecken sind allesamt sehr klein: Die größte Art, Clione limacina (umgangssprachlich oft als Nackter Seeschmetterling oder Meeresengel bezeichnet), misst bis zu 5 cm.

## Merkmale
In Anpassung an ihre pelagische Lebensweise besitzen die bilateral symmetrischen, meist farblosen, durchsichtigen Ruderschnecken kein Schneckenhaus. Ihr Fuß hat die Gestalt zweier flügelförmiger Lappen (Parapodien), mit denen sie sich durch Ruderbewegungen aktiv fortbewegen. Trotz ihrer äußerlichen Ähnlichkeit sind sie mit den Thecosomata nicht enger verwandt. An Geschwindigkeit beim Rudern übertreffen sie diese deutlich.
Die Ruderschnecken erbeuten mit Hilfe tentakelartiger Fortsätze am Mund Zooplankton, oft auch Schnecken der Unterordnung Thecosomata.

## Systematik
Die Taxonomie der Schnecken unterliegt Revisionen und Wandel. Daher gibt es verschiedene Systematiken. Als klassisch wird meist die auf J. Thiele (1929–1935)
zurückgehende betrachtet. Sie war bis in die 1990er anerkannt. Eine modernere und die letzte aufgrund rein morphologischer Ansätze aufgestellte Systematik ist die von Ponder & Lindberg (1997).
Die aktuelle Systematik ist phylogenetisch orientiert und geht zurück auf Bouchet & Rocroi (2005).
Die Gymnosomata gehörten früher zur bis ins 20. Jahrhundert hinein existierenden Gruppe der Flügelschnecken (Pteropoda).
Die Pteropoda bildeten Ende des 19. Jahrhunderts eine Ordnung der Gastropoda, Anfang des 20. Jahrhunderts sogar eine eigene Klasse der Weichtiere. In moderneren Taxonomien bilden die Gymnosomata eine Unterordnung oder nehmen einen vergleichbaren Rang ein.

### Systematik nach Bouchet & Rocroi (2005)
- Klasse Gastropoda        G. Cuvier,            1797
  - Klade Heterobranchia    J.E. Gray,            1840
    - informelle Gruppe Opisthobranchia   H. Milne Edwards,     1848
      - Klade Gymnosomata     H.D.M. de Blainville, 1848
        - Überfamilie Clionoidea        C.S. Rafinesque,      1815
          - Familie Clionidae         C.S. Rafinesque,      1815
          - Familie Cliopsidae        Costa,                1873
          - Familie Notobranchaeidae  Pelseneer,            1886
          - Familie Pneumodermatidae  P.A. Latreille,       1825

        - Überfamilie Hydromyloidea     A. Pruvot-Fol,        1942 (1862)
          - Familie Hydromylidae      A. Pruvot-Fol,        1942
          - Familie Laginiopsidae     A. Pruvot-Fol,        1922

Gegenüber Ponder & Lindberg (1997) erfolgt eine stärkere Gliederung der Familien in zwei Überfamilien. Die vorherige Familie Thliptodontidae (Kwietniewski, 1910) verliert an Selbstständigkeit wird in dieser Systematik als
Unterfamilie Thliptodontinae der Familie Clionidae geführt.

### Systematik nach Ponder & Lindberg (1997)
- Klasse Gastropoda        G. Cuvier,                   1797
  - Unterklasse Orthogastropoda   W.F. Ponder & D.R. Lindberg, 1996
    - Teilklasse Apogastropoda     L. Salvini-Plawen & G. Haszprunar, 1987
      - Überordnung Heterobranchia    J.E. Gray,                   1840
        - Gruppe Euthyneura        J.W. Spengel,                1881
          - Ordnung Opisthobranchia   H. Milne Edwards,            1848
            - Unterordnung Gymnosomata     H.D.M. de Blainville,        1848
              - Familie Clionidae         C.S. Rafinesque,             1815
              - Familie Cliopsidae        Costa,                       1873
              - Familie Hydromylidae      A. Pruvot-Fol,               1942
              - Familie Laginiopsidae     A. Pruvot-Fol,               1922
              - Familie Notobranchaeidae  Pelseneer,                   1886
              - Familie Pneumodermatidae  P.A. Latreille,              1825
              - Familie Thliptodontidae   Kwietniewski,                1910